# アペックス (ノースカロライナ州)
アペックス（エイペックス、英: Apex [ˈeɪpeks]）は、アメリカ合衆国ノースカロライナ州のウェイク郡にある町。人口は5万8780人（2020年）。州都ローリー市の郊外に位置している。

## 地理
アペックス町は北緯35度43分55秒 西経78度51分10秒 / 北緯35.731952度 西経78.852878度 (35.731952, -78.852878)に位置している。
アメリカ合衆国国勢調査局に拠れば、町域全面積は15.4平方マイル (40 km2)であり、このうち陸地15.2平方マイル (39 km2)、水域は0.15平方マイル (0.39 km2)で水域率は0.57%である
隣接する町としては、北と北東にケーリー市、南にホリースプリングス町がある

## 歴史

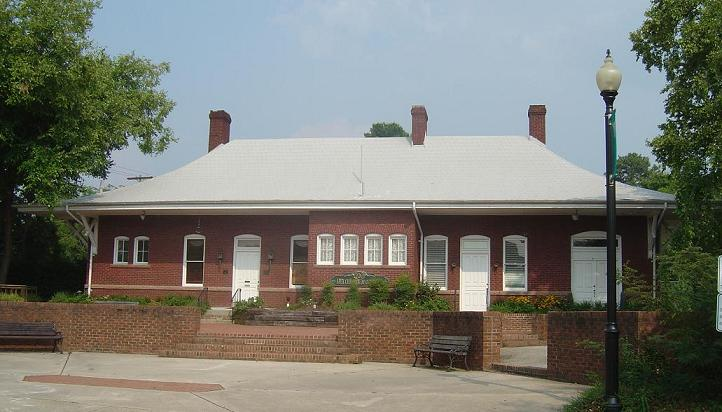
アペックス・ユニオン駅、1914年建設

アペックスの町は1873年に法人化され、チャタム鉄道の沿線で最も高い位置にあることからアペックス（頂点）と名付けられた。この鉄道はバージニア州リッチモンドとフロリダ州ジャクソンビルを結んでいた。その後の時代を通じてアペックスは緩りと成長した。特に1911年6月12日には中心街事業地区の大半を破壊し尽くした大火を経験するなど、何度か火事に見舞われた。町は再建され今日の姿を呈しており、州内では昔日の鉄道町の姿が残る数少ない町の1つとなっている。町の中心にはアペックス・ユニオン駅があり、当初はシーボード・エア・ライン鉄道の旅客駅だった。後に地元が支援するアペックス・コミュニティ図書館になっている。この駅にはアペックス商工会議所が入っている。
アペックスは世界恐慌の時代にそれほど苦境には陥らなかったが、本格的な成長が再度始まったのは1950年代だった。町がノースカロライナ州のリサーチ・トライアングルに近いこともあって、住宅開発が加速されたが、それでも小さな町という性格は保ち続けた。1990年代の10年間で、人口は4倍の2万人を超え、そのインフラに新しい需要が生じた。
アペックスは近年も成長を続けている。そこそこの大きさのショッピングセンターが、ノースカロライナ州道55号線とアメリカ国道64号線の交差点に建設され、町が西方に拡大するにつれて幾つか新しい地区ができてきた。
2006年10月、アペックス廃棄物処理施設で化学品の火災が起こり、住民の避難騒ぎまで起こった。けが人はほとんど居らず、住民も間もなく帰宅できた。
2015年8月、雑誌タイムが、国内の住みたい場所ランキングの第1位にアペックスを挙げた。
アペックスの町内では、ユニオン駅の他に、アペックス歴史地区、カルビン・レイ・ローレンス邸、アトリー・カウンシル・ハウスがアメリカ合衆国国家歴史登録財に指定されている。

## 町政府
アペックス町は町政委員会・町マネジャー方式の政府を採用しており、1人の町長と5人の町政委員で構成される。町政委員の内の1人が町長代行となる。全て町全体を選挙区に4年任期で選ばれる。委員は2年毎に半数が改選される。2015年11月の選挙で一部が入れ替わることになり、新人は2016年1月5日に就任することになっている。町の検事とマネジャーは町政委員会が指名する。その他町の職員は町マネジャーに従い、マネジャーが日々の運営を管理する。
2014年1月21日、当時の町長だったウェザリーが別の職に就くために町長を辞職すると発表した。現市長のサットンは町政委員会が選出し、ウェザリーの残り任期を務めることになった。2015年11月の町長選挙では、新人のランス・オリーブが選ばれた。

## 人口動態
以下は2010年国勢調査による人口統計データである。
| 基礎データ - 人口: 37,476 人 - 世帯数: 13,225 世帯 - 家族数: 9,959 家族 - 人口密度: 906.5人/km2（2,437.9 人/mi2） - 住居数: 13,922 軒 - 住居密度: 349.7軒/km2（905.8 軒/mi2） 人種別人口構成 - 白人: 80% - アフリカン・アメリカン: 8% - アジア人: 7% - その他の人種: 3% - 混血: 3% - ヒスパニック・ラテン系: 7% 年齢別人口構成 - 18歳未満: 33% - 18-24歳: 5% - 25-44歳: 34% - 45-64歳: 22% - 65歳以上: 6% - 年齢の中央値: 34歳 - 性比（女性100人あたり男性の人口） - 総人口: 95 | 世帯と家族（対世帯数） - 18歳未満の子供がいる: 65% - 結婚・同居している夫婦: 84% - 未婚・離婚・死別女性が世帯主: 13% - 非家族世帯: 25% - 単身世帯: 20% - 65歳以上の老人1人暮らし: 4% - 平均構成人数 - 世帯: 2.82人 - 家族: 3.31人 収入と家計 (2013年推計) - 収入の中央値 - 世帯: 89,475米ドル - 家族: 106,283米ドル - 性別 - 男性: 65,179米ドル - 女性: 48,022米ドル - 人口1人あたり収入: 34,979米ドル - 貧困線以下(2013 推計) - 対人口: 3% - 対家族数: 2% |

## 学校
- アペックス小学校[17]
- アペックス・フレンドシップ高校[18]
- アペックス高校
- アペックス中学校[19]
- ボーカム小学校[20]
- ジョーダンレイク芸術学校[21]
- ローレルパーク小学校[22]
- ラフキンロード中学校[23]
- ミドルクリーク高校[24]
- オリーブチャペル小学校[25]
- ピース・モンテッソリ学校[26]
- セイラム小学校[27]
- セイラム中学校[28]
- セントメアリー・マグダリーン・カトリック学校[29]
- セイルズ・アカデミー・オブ・アペックス[30]
- ウェストレイク小学校[31]
- ウェストレイク中学校[32]

## 交通

### 旅客
- 航空: ローリー・ダーラム国際空港が州間高速道路40号線沿いにあり、アペックス中心街からは北に約8マイル (13 km) である
- 鉄道: 旅客列車は通っていない。アムトラックの列車は近くのケーリー市とローリー市に停車する
- 地方バス: トライアングル交通局が地域内と、ローリー、ダーラム、チャペルヒル各市とを結ぶバス便を運行している

### 道路
- 「アペックス・ピークウェイ」はアペックス中心街を周回する環状路である。中心街の交通渋滞を緩和し、通勤者はバイパスとする手段として考えられている。州内では唯一の「ピークウェイ」であり、アペックスのモットー「良き生活の頂上」から名付けられた。このモットーが最初に作られたとき、アペックスがイースタン・シーボード鉄道の沿線で最も高い位置にあることから、鉄道の「頂上」あるいは「頂点」を意味してアペックスと名付けられたという事実があった。アペックス・ピークウェイが完成すれば、その延長は5.97マイル (9.61 km) となるが、そのうち4.21マイル (6.78 km) がこれまでに完成している[33]。
- 州間高速道路540号線の南西延伸部であるトライアングル・イクスプレスウェイは、州間高速道路40号線と国道64号線および同1号線を結ぶ有料道路である。ローリー都市圏を周回する環状路としては未完である。
- 国道64号線および同1号線はどちらも、アペックス地域では自動車専用道になる。ノースカロライナ州道55号線は町の中心を通っている。

### 自転車道と歩道
- アメリカ自転車道1号線がアペックスの中心街を通っている。ノースカロライナ州自転車道5号線がアペックスとウィルミントンを繋いでおり、NCBCランドニューアズ600km名誉ルートとほぼ並行して走っている[34]

## 主要雇用主
アペックス市の2014年包括的財務報告書に拠れば、郡内の主要雇用主は次の通りである。
| 順位 | 雇用主                                 | 従業員数 |
| ---- | -------------------------------------- | -------- |
| 1    | ウェイク郡公共教育学区                 | 900      |
| 2    | クーパー・インダストリーズ（電気製品） | 419      |
| 3    | アペックス町                           | 348      |
| 4    | EMC（記憶装置）                        | 322      |
| 5    | ターゲット（ディスカウント百貨店）     | 280      |
| 6    | ブランド・ランドスケイピング（造園）   | 230      |
| 7    | ウォルマート（スーパーマーケット）     | 200      |
| 8    | ティッパー・タイ（包装機）             | 137      |
| 9    | レックス・ヘルスケア（医療）           | 125      |
| 10   | ノースカロライナ州矯正省               | 101      |